# Freundeskreis um Heinrich Roos
Der Freundeskreis um Heinrich Roos war eine Gesinnungsgemeinschaft in Wiesbaden, die sich gegen das nationalsozialistische Regime richtete.

## Hintergrund
Der Freundeskreis um Heinrich Roos, benannt nach ihrem Gründungsmitglied, bestand aus etwas mehr als 30 Mitgliedern, deren einzige Gemeinsamkeit die Ablehnung der nationalsozialistischen Herrschaft waren. Politisch reichte das Spektrum der Mitglieder von Zentrum bis zur SPD. Überwiegend setzte es sich allerdings aus Anhängern der DDP beziehungsweise der DStP zusammen. Roos selbst war ein ehemaliges DDP-Mitglied und arbeitete beim Steueramt Wiesbaden. Er wurde 1933 von den Nationalsozialisten entlassen, klagte allerdings erfolgreich dagegen und wurde 1934 wieder eingestellt. Von da ab leitete er einen Freundeskreis, den er selbst als „Kette“ verstand.
Die Gruppe sammelte unterdrückte Nachrichten und Geld und Sachspenden zur Unterstützung von Verfolgten des NS-Regimes, insbesondere für jüdische Mitbürger. Freundschaftliche Beziehungen bestanden insbesondere zu Widerstandsgruppen der christlichen Gewerkschaften. Verbindungen bestanden auch zu Wilhelm Leuschners Vertrauensnetz. Die Gruppe überstand das Dritte Reich, da sie weitgehend unauffällig agierte und keine politischen Ambitionen hatte. Mitglieder der Gruppe engagierten sich anschließend im Wiederaufbau, unter anderem im Aufbau-Ausschuss Wiesbaden, dann vor allem in der CDU.

## Bekannte Mitglieder
- August Heinzmann
- Andreas Hoevel
- Martin Nischalke
- Friedrich Mörchen
- Adolf Noetzel
- Heinrich Roos
- Ludwig Schwenck
- Erich Zimmermann, später CDU-Stadtverordneter in Wiesbaden, wie Roos 1958 aus der CDU ausgeschlossen[2]